# Retba
Retba (engelsk: Lake Retba, fransk: Lac Rose) er en saltsø, der ligger udenfor Dakar i Senegal. Søen har et saltindhold på 40%. Søens vand er pinkfarvet, fordi algen dunaliella salina, der lever i søen, danner et rødt pigment, der absorberer sollyset.